# Tilla Valstad
Mathilde Georgine "Tilla" Valstad, född 31 juli 1871 i Tønsberg, död 5 augusti 1957 i Øvre Valstad, Asker, var en norsk författare och lärare, gift med målaren Otto Valstad.
Valstad drev tillsammans med sin man en friluftsskola i Asker. Hon gav ut Æsops fabler (1918) och berättelserna Ett år i Vaterland (1925, ny utgåva 1952), Teodora (1933), Teodora kommer hjem (1935) och Men størst av alt er kjærlighet (1941). Tillsammans med sin man skänkte hon 1949 sin egendom och sina värdefulla samlingar till Askers kommun.